# Robert Conti
Robert Conti (* 21. November 1945 in Philadelphia) ist ein US-amerikanischer Jazz-Gitarrist des Bebop und Hard Bop.

## Leben
Conti begann sich im Alter von zwölf Jahren für Jazz zu interessieren und brachte sich dann selbst das Gitarrespiel bei. Schon zwei Jahre später trat er live auf und tourte, nachdem er die Schule abgeschlossen hatte, durch die USA und Kanada. 1966 ließ er sich dann in Jacksonville nieder und zog sich 1970 vorübergehend aus der Musik-Szene zurück.
1976 begann Conti wieder aufzutreten und 1981 erschien auf Discovery Records in Los Angeles sein Debütalbum Bob Conti and the Hollywood Jazz Quintet. In den nächsten Jahren nahm er auch mit Joe Pass und mit Gerald Wilson auf. 1982 ließ er die Musik zunächst wieder hinter sich, bis 1985 ein neues Album in Form von You Are the Sunshine of My Life erschien. 1986 trat er zusammen mit Jimmy McGriff auf dem Florida National Jazz Festival auf.
Im Jahre 1988 zog Conti dann nach Irvine in Kalifornien, wo er regelmäßig im Irvine Marriott Hotel auftrat. 1990 kam dann das Album Comin' on Strong auf den Markt.

## Diskographische Hinweise
- Solo Guitar (Trend Records, 1979)
- Jazz Quintet Featuring Mike Wofford  (Discovery Records, 1981)
- Robert Conti/Joe Pass The Living Legends (1982)
- You Are the Sunshine of My Life (1985)
- Comin' on Strong (Time Is, 1990)
- To the Brink! Featuring Rocco Barbato (Pinnacle Records, 2005)